# Lekha
Lekha war eine bulgarische Flächeneinheit.
- 1 Lekha = 229,8 Quadratmeter